# پلیس سواره‌نظام سلطنتی کانادا
پلیس سواره‌نظام سلطنتی کانادا یا ژاندارمری سلطنتی کانادا، (به انگلیسی: Royal Canadian Mounted Police)؛ (به فرانسوی: Gendarmerie royale du Canada‎)، که در اصطلاح پلیس سوار کانادا یا به اختصار آر. سی.ام. پی (اختصاری RCMP) به انگلیسی و ژِ. اِر. سِ. (با نماد اختصاری GRC) به فرانسوی نامیده می‌شوند، نیروی ملی پلیس در کانادا و یکی از شناخته‌شده‌ترین نیروها از این نوع در جهان می‌باشند. آنها به دلیل داشتن نیرو و ارائه‌ت خدمان پلیسی (حفظ نظم و امنیت و آرامش) در سطح ملی، فدرال، استانی و شهری، در جهان یکتا هستند. این نیروها به ارائهٔ خدمات پلیسی فدرال در کل کانادا و استانی و شهری در ۸ استان کانادا (به غیر از استان‌های اونتاریو و کِبِک) و ۳ ناحیهٔ این کشور، که تقریباً شامل ۱۹۰ ناحیهٔ شهری (شهرداری) و ۱۸۴ اجتماع بومیان و سه فرودگاه بین‌المللی می‌پردازند.

## تاریخچه

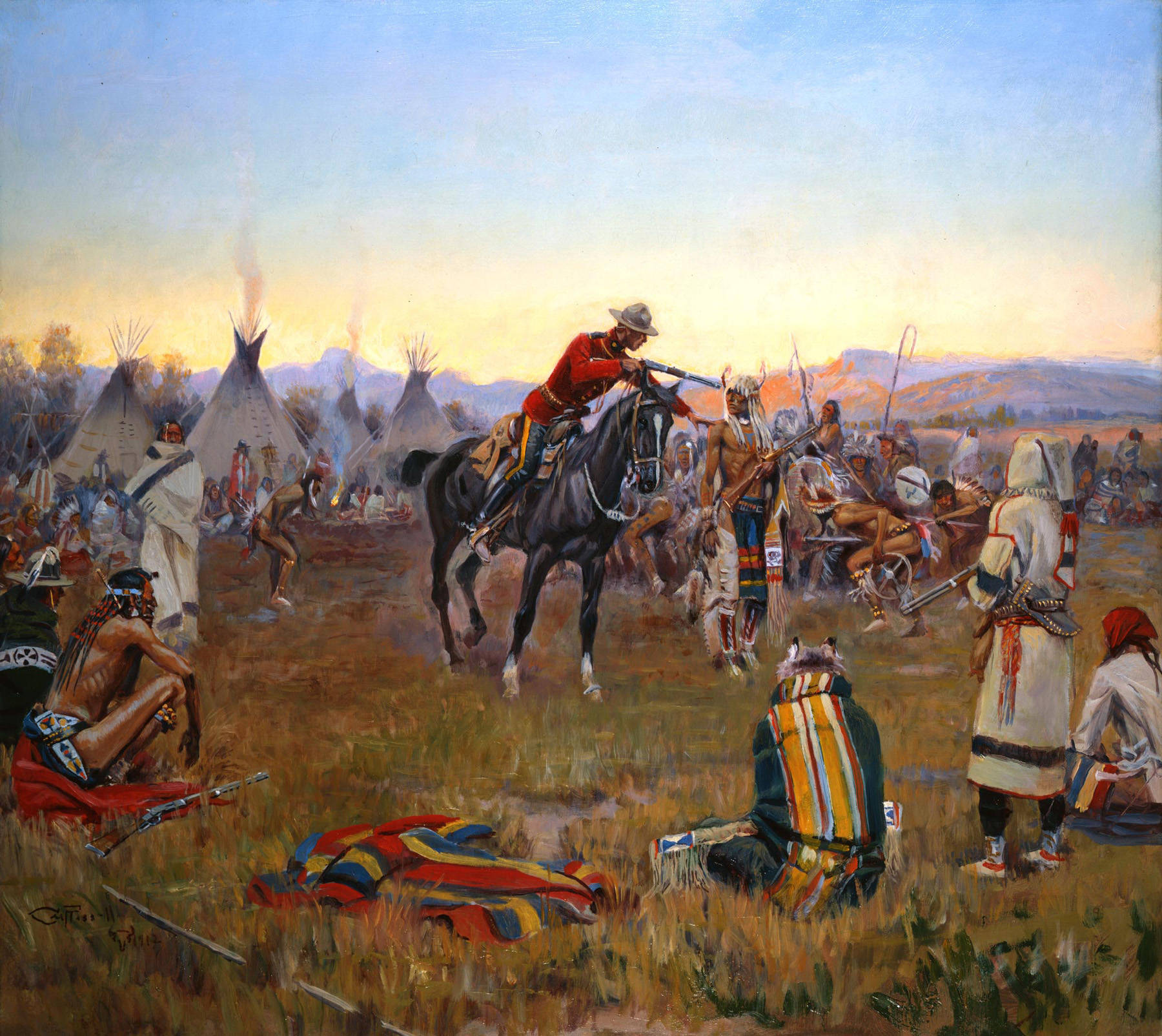
تک‌دست اثر چارلز ماریون راسل (۱۹۱۲). این نقاشی یک افسر پلیس سوار را که به‌تنهایی اقدام به دستگیری یک جنگجوی بومی می‌کند به تصویر می‌کشد.

پلیس سوار کانادا، در سال ۱۹۲۰، با ادغام دو نیروی پلیس سواره‌نظام سلطنتی شمال غرب، و نیروی پلیس حکومتی شکل گرفت. نام این سازمان در ابتدا پلیس سواره‌نظام شمال غرب بود که میان‌وند سلطنتی، توسط شاه ادوارد هفتم در سال ۱۹۰۴ به آن اضافه گردید. نام‌های مخفف و کلیه علامت‌های RCMP و GRC، در کانادا به ثبت رسیده‌اند و دارای حق انحصاری هستند.
از ماه مهٔ سال ۱۹۷۴، فرماندهِ عالی‌رتبهٔ پلیس سوار کانادا، اعلام کرد که از این تاریخ به بعد درخواست زنان نیز به‌عنوان نیروهای عادی پلیس سوار کانادا پذیرفته می‌شود. گردان ۱۷ اولین گروه از ۳۲ زنی بودند، که برای گذراندن دوره‌ها و تمرینات لازم برای نیروی عادی شدن، به پلیس سوار کانادا پیوستند. در سال ۱۹۸۱، اولین زن، به عنوان سرجوخه ترفیع مقام یافت و اولین زن، به گروه موسیقی سواره پیوست. در سال ۱۹۸۷، اولین زن، پست خارجی به دست آورد. در سال ۱۹۹۰، اولین زن، فرمانده بخش و گردان گشت و در نهایت در سال در سال ۱۹۹۸، اولین زن، به مقام دستیار اول فرماندهِ عالی‌رتبهٔ پلیس سوار کانادا نایل شد.
در گذشته، پلیس سوار کانادا، دارای سازمان اطلاعات و امنیتی بود که در سال ۱۹۸۴، سازمان مذکور با تشکیل سازمان اطلاعات و امنیت کانادا، وظایف خود را به آن محول کرد.
در سال ۲۰۱۰، شمار اعضای پلیس سوار کانادا، ۲۸۷۰۰ نفر زن و مرد، شامل افسران پلیس، نیروهای شخصی و مردمی و کارمندان خدمات عمومی بود، که از این تعداد ۱۷۹۱۶ نفر به عنوان اعضای اصلی، که دوره دیده‌بودند و قسم خورده‌بودند، بود.

## وظایف

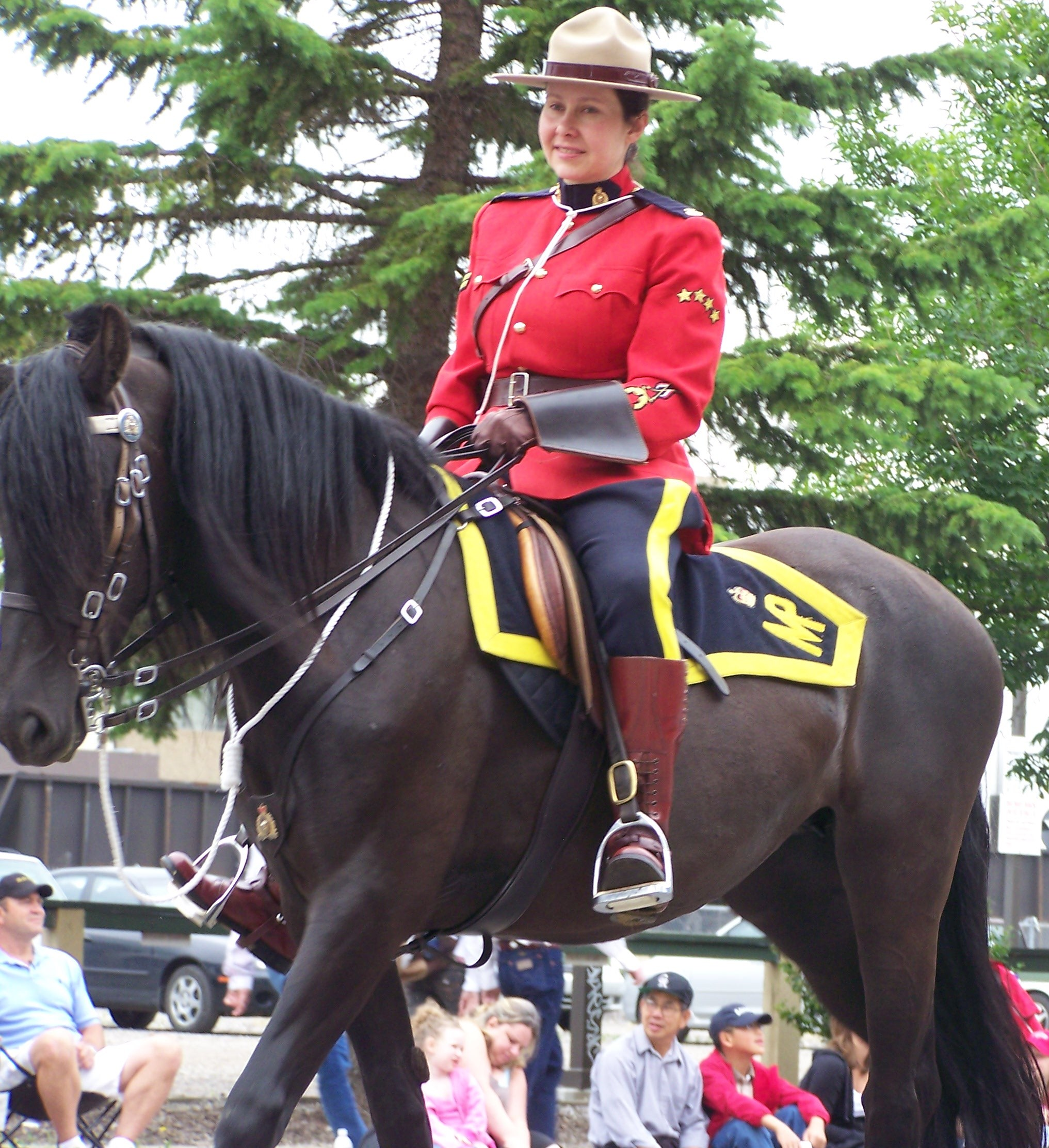
یک پلیس سواره‌نظام زن، سوار بر اسب

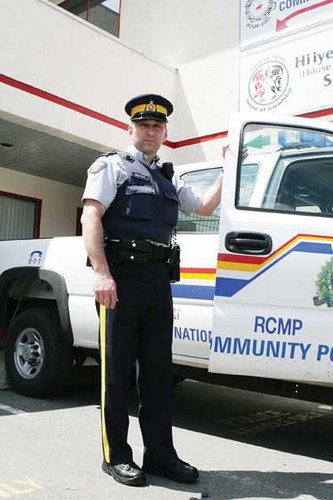
یونیفرم معمولی پلیس سوار کانادا (ژاندارمری)

این نیرو، به عنوان نیروی ملی پلیس کانادا، مسؤول اجرا و نظارت بر اجرای قوانین فدرال کانادا، در سرتاسر کانادا هستند، در حالی که نسبت به قوانین عمومی و هنجارها مانند اجرا و نظارت بر اجرای قوانین جزائی و قوانین استانی، نیروهای استانی و نواحی در کنار نیروی فدرال مسؤولیت دارند. گاهی این وظایف در سطح وسیعی به شهرداری‌ها سپرده می‌شود، که آنها می‌توانند سازمان پلیس شهری خود را تشکیل دهند، که این مسئله در مورد شهرهای بزرگ صادق است.
دو استان پرجمعیت اونتاریو و کبک، نیروهای پلیس استانی مخصوص به خود را دارند که آنها پلیس استانی اونتاریو و اداره امنیت کبک هستند. دیگر هشت استان کانادا، بیشتر مسؤولیت‌ها و خدمات پلیسی را به پلیس سوار کانادا محول کرده‌اند که این نیرو جلودار نیروهای پلیس این استان‌ها و مناطق در کنار نیروهای اجرای قانون استانی و منطقه‌ای و شهری هستند.
این نیروها، دارای وظایف گسترده‌ای هستند. وظیفه اصلی آنها، ارائه خدمات پلیسی، به سرتاسر کانادا، شامل استان‌های اونتاریو و کبک (در اندازه‌ای کوچک‌تر) می‌باشد. در سطح نیروهای فدرال، عملیات فدرال، مانند اجرا و نظارت بر اجرای قوانین فدرال کانادا (مانند جرایم اجتماعی، جعل اسناد، قاچاق مواد مخدر، ایجاد یکپارچگی و کنترل مرزها، جرایم سازمان‌دهی شده و …)، ایجاد و بهبود مقابله و مبارزه با تروریسم و امنیت داخلی، آماده کردن و تهیه خدمات محافظتی برای خانواده سلطنتی، فرماندار کل کانادا، نخست‌وزیر و دیگر مسؤولان، و شرکت در عملیات گوناگون پلیسی بین‌المللی، از دیگر وظایف آنها می‌باشد.
در سطح نیروهای استانی و شهری، آنها وظیفه اجرا و نظارت بر اجرای قوانین فدرال و استانی و شهری، ارائه خدمات پلیسی و ایجاد نظم و امنیت تمام مناطق کانادا که نیروی پلیس ویژه‌ای ندارند از مناطق قبیله‌نشین و اجتماع‌های بومیان، تا روستاها و شهرها و شهرهای بزرگ را بر عهده دارند. از وظایف آنها، می‌توان به تجسس و بازجویی و کسب اطلاعات در زمینه اجرای قوانین و جرایم شکل‌گرفته در استان‌ها و شهرها، مانند تجسس جرایمی مانند قتل، عملیات تشخیص اثر انگشت و ردیابی، خدمات سگ پلیس، تیم‌های پاسخگویی اضطراری، خنثی کردن بمب، عملیات مخفی اشاره کرد.
بخشی دیگر از این نیروها، مانند مرکز اطلاعات پلیس کانادا، مرکز خدمات اطلاعات و امنیت جرایم کانادا، خدمات تشخیص هویت و بررسی چگونگی وقوع جرایم، برنامه سلاح گرم کانادایی و کالج پلیس کانادا، به ارائه خدمات به نیروهای پلیس کانادا می‌پردازد.
پلیس سوار کانادا، دارای بخش‌های گوناگون پلیس زمینی، پلیس زرهی، پلیس دریایی و پلیس هوایی می‌باشد و، علاوه بر وظایف فدرالی، در بسیاری از شهرهای کانادا مأموریت پلیس شهری و استانی را هم بر عهده دارد.

## نماد ملی

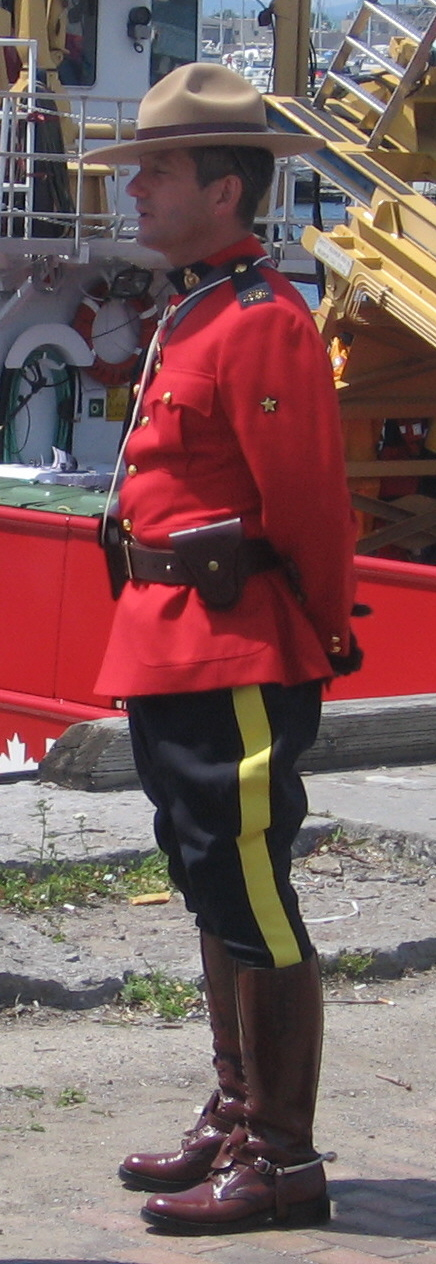
یک افسر پلیس سوار کانادا (ژاندارمری) در حال خدمت

پلیس سوار کانادا با یونیفرم‌های قرمز رنگ، چکمه‌های چرمی و کلاه‌های گرد و بزرگ به نمادی از کانادا تبدیل شده‌است. از زمان تشکیل پلیس سوار کانادا در قرن نوزدهم، یونیفرم قرمز، چکمه‌های چرمی قهوه‌ای و کلاه‌های لبه‌دار کرم رنگ این نیروی پلیس که در آن زمان سوار بر اسب به غرب کانادا مأمور شده بود تا بر تجارت ویسکی از آمریکا نظارت کند، یکی از نمادهای کانادا بوده‌است.
این نیروی پلیس در کانادا طی چند سال گذشته بارها با درخواست‌های مکرر برای تغییر قوانین خود در جهت آسان‌گیری و مطابقت با سیاست‌های چند فرهنگی دولت کانادا روبرو بوده‌است. اکثر این درخواست‌ها از سوی مأموران مرد پلیس سوار بوده که در چند سال گذشته بارها درخواست کرده بودند به آنها اجازه داده شود ریش خود را بلند کنند.
در دهه آخر سده بیستم پس از مناقشه‌های فراوان، پلیس سوار کانادا موافقت کرد مأموران هندی در صورت تمایل اجازه داشته باشند به جای کلاه پلیس سوار، از دستار و عمامه سنتی خود استفاده کنند.
در اوت ۲۰۱۶ پلیس سوار کانادا اعلام کرد که از این پس زنان پلیس مسلمان می‌توانند به همراه یونیفرم قرمز رنگ و کلاه، حجاب هم بر سر کنند. علت این تصمیم «احترام به چند فرهنگی» و «تشویق زنان مسلمان» به استخدام در این نیروی پلیس اعلام شد.

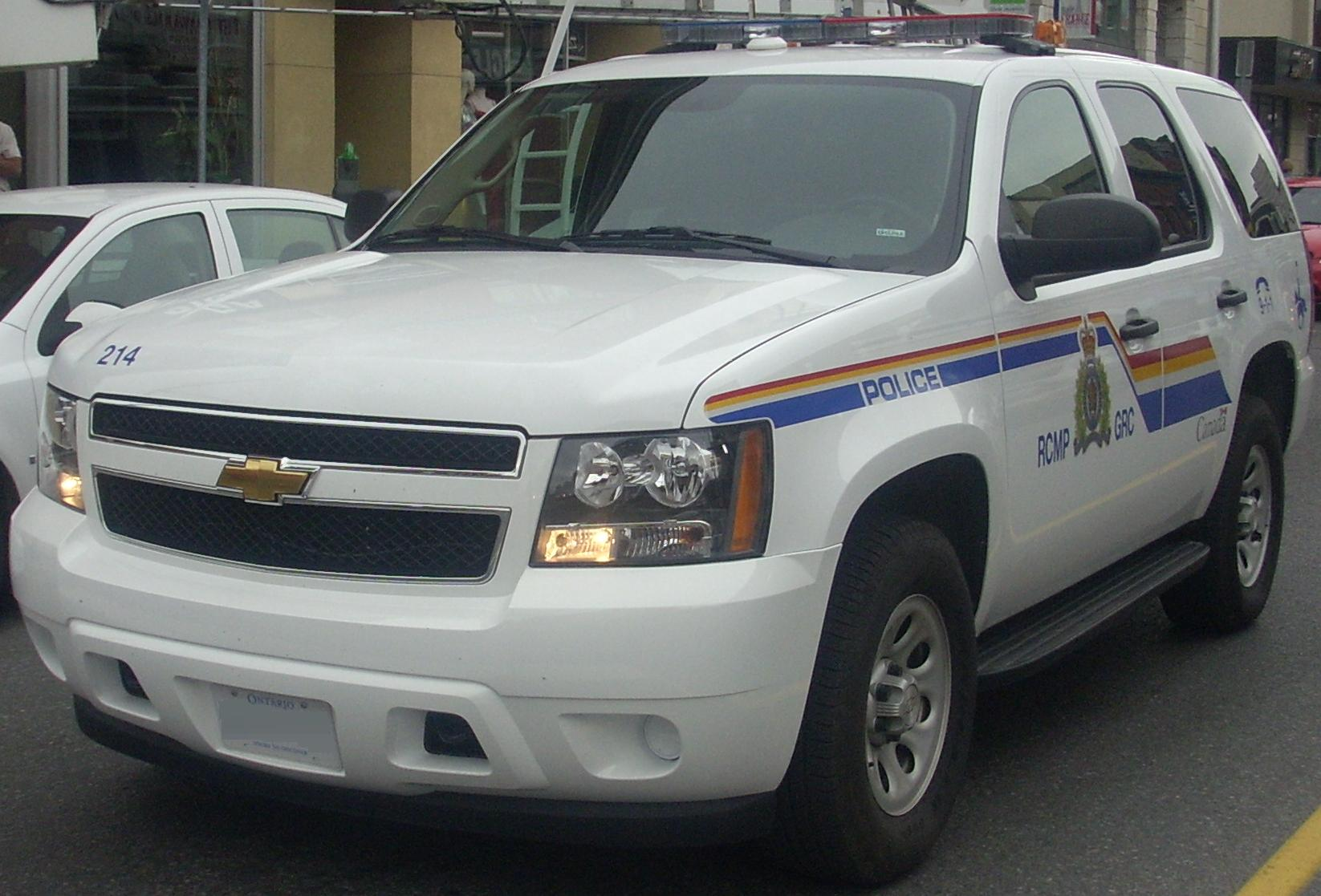
شورلت تاهو یکی از خودروهای پلیس سوار کانادا در اوتاوا.

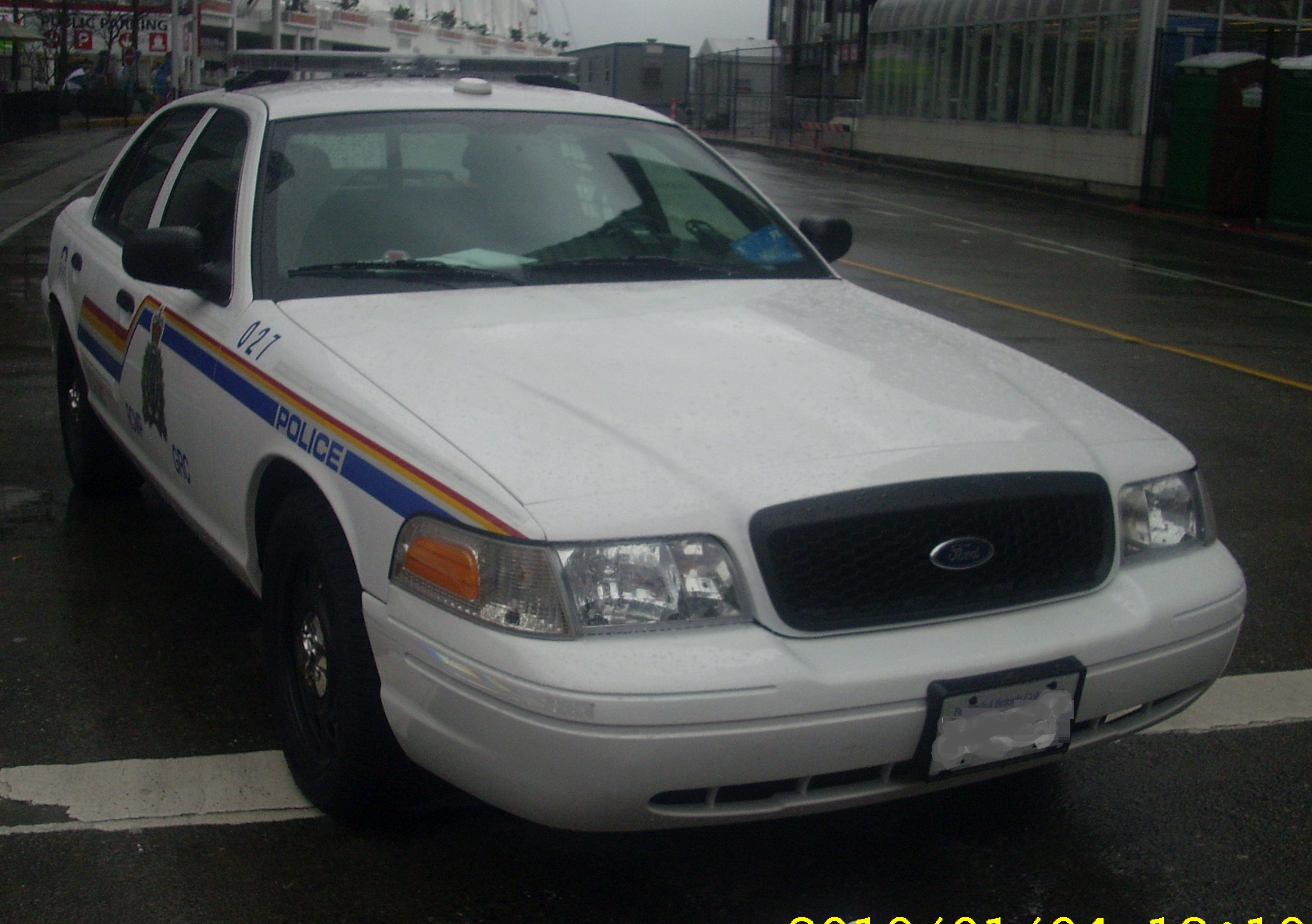
فورد کرون ویکتوریا یکی از خودروهای پلیس سوار کانادا در ونکوور.